# Semra Turan
Semra Turan (Copenhaguen, 1985) és una estudiant i actriu danesa d'origen turc.
Tot i que mai no havia aparegut com a actriu abans i des d'aleshores (Turan va ser seleccionat com a estudiant de secundària en un club de karate), va ser reconeguda el 2008 per la seva interpretació del paper principal a La lluitadora (2007) nominada com a millor actriu en un paper protagonista pels prestigiosos Premis Bodil. L'any 2008, Turan va rebre el Premi a la millor actriu al XLI Festival Internacional de Cinema Fantàstic de Catalunya.El 2009 va interpretar un important paper protagonista de l'episodi 3 a la sèrie criminal danesa Protectors – Auf Leben und Tod. Va interpretar l'esposa d'un terrorista islàmic.
Semra Turan està estudiant farmàcia a Dinamarca.